# Hydrorhoa striaticeps
Hydrorhoa striaticeps är en stekelart som beskrevs av Jean-Jacques Kieffer 1905. Hydrorhoa striaticeps ingår i släktet Hydrorhoa och familjen Eucharitidae.
Artens utbredningsområde är Madagaskar. Inga underarter finns listade i Catalogue of Life.